# روجر تيري
روجر تيري (بالإنجليزية: Roger Terry)‏ هو طيار أمريكي، ولد في 13 أغسطس 1921، وتوفي في 11 يونيو 2009 في West Los Angeles ‏ في الولايات المتحدة.